# ألبا (إيطاليا)

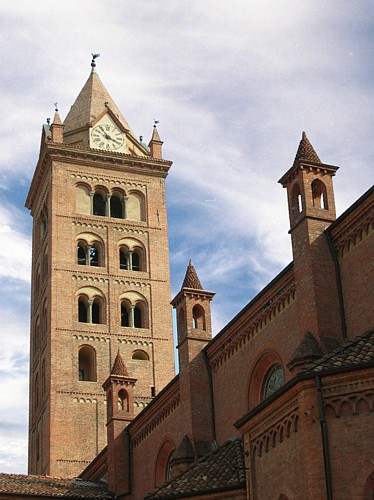
The Cathedral of Alba.

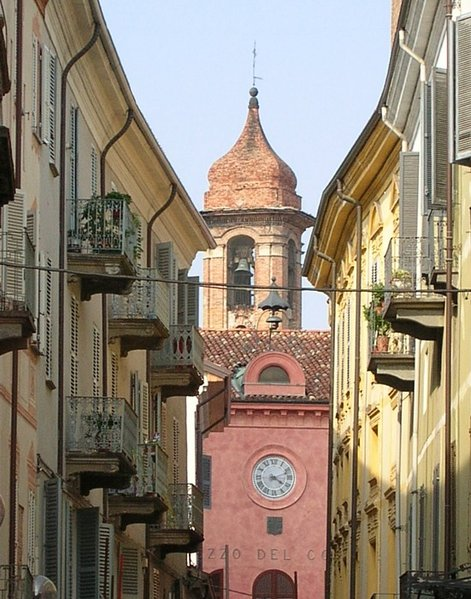
A view of Via Vittorio Emanuele in the center of Alba.

ألبا (بالإيطالية: Alba)‏، مدينة إيطالية في مقاطعة كونيو بإقليم بييمونتي. تعتبر بمثابة عاصمة لمنطقة لانغي جبلية، تشتهر بالكمأ الأبيض، والخوخ وإنتاج الخمر. مقر مجموعة فيريرو لإنتاج الحلويات في ألبا.

## السكان
تطور النمو السكاني لـ ألبا (إيطاليا)

## التاريخ
تعود أصول ألبا إلى ما قبل الحضارة الرومانية، ولعلها تعود إلى وجود القبائل السلتي وو الليغوري في المنطقة.
تقع المديمة على موقع بلدة Alba Pompeia القديمة، وربما أسسها القنصل الروماني بومبيوس سترابو أثناء إنشاء الطريق من أكواي ستاتيلاي (أكوي) إلى أوغستا تاورينوروم (تورينو). وألبا هي مسقط رأس بيرتيناكس، الذي كانت فترة حكمه كإمبراطور الروماني هي الأقصر (87 يوم).
بعد سقوط الإمبراطورية الغربية، تعاقب على المدينة البورغونديون واللومباريون والفرنجة. أصبحت بلدية حرة في القرن الحادي عشر وكان عضوا في العصبة اللومباردية. تقاتلت مونفيراتو مع آل فيسكونتي عليها ؛ ولاحقا صارت من أملاك آل غونزاغا. استولى عليها كارلو إمانويلي الأول مرتين، وتنارعتها فرنسا وإسبانيا لاحقا لحيازتها. وأخيرا أعطت معاهدة كيراسكو ألبا إلى سافويا بصفة نهائية.
تحصلت ألبا على الميدالية الذهبية للشجاعة العسكرية والنشاط البطولي لمواطنيها في حركة المقاومة الإيطالية أثناء الحرب العالمية الثانية. تحررت مدينة في تشرين الأول / أكتوبر عام 1944 من قبل المقاتلين الحزبيين، والذين أنشئوا جمهوية ألبا والتي تمكنت لبضعة أسابيع من الحفاظ على استقلالها عن جمهورية سالو الفاشية.

## توأمة
لألبا (إيطاليا) اتفاقيات توأمة مع كل من:
- آرلون
- بوبلينغين
- بيوسوليل
- ميدفورد
- بانسكا بيستريتسا
- سانت كوجات ديل فاليس
- برغاما (2001 - )[13]
- بينزا (23 مارس 2012 - )[14]

## أعلام
- أميديو ديلا فالي
- دييغو روزا
- ماركو جيرولامو فيدا
- جياني أوكليبو
- برتيناكس
- ماسيمو روزا
- ليونيل أنتويرب